# Marc Lawrence (attore)
Marc Lawrence, nome d'arte di Max Goldsmith (New York, 17 febbraio 1910 – Palm Springs, 27 novembre 2005), è stato un attore e regista statunitense.

## Biografia
Marc Lawrence nacque nel Bronx nel 1910 da madre ebrea polacca, Minerva Norma Sugarman, e da padre ebreo russo, Israel Simon Goldsmith. Dopo aver frequentato il City College di New York, nel 1930 venne accettato nella compagnia di Eva Le Gallienne, dove diventò amico dell'attore John Garfield. Nel 1942 sposò la scrittrice e sceneggiatrice Fanya Foss, dalla quale ebbe due figli, Toni e Michael. Fanya Foss morirà nel 1995.
La carriera cinematografica di Lawrence subì una battuta d'arresto all'inizio degli anni cinquanta, allorquando egli ammise, dinanzi alla Commissione per le attività antiamericane, di essere stato affiliato al Partito comunista. Inserito nella lista nera, andò in esilio in Europa e continuò a recitare in produzioni europee, soprattutto italiane. Verso la fine del decennio riprese a recitare per la televisione statunitense e, durante gli anni sessanta, comparve in molte serie di successo come I detectives (1960-1962) e Gli intoccabili (1960-1963), cimentandosi anche nella regia.
Ritornato al cinema statunitense dopo quasi due decenni, Lawrence interpretò il ruolo del "cattivo" in due film della saga di James Bond: in Una cascata di diamanti (1971), quale antagonista di 007/Sean Connery, e in L'uomo dalla pistola d'oro (1974), dove impersonò un gangster ucciso da Scaramanga (Christopher Lee), il nemico di 007/Roger Moore. Apparve inoltre nel film Il maratoneta (1976), in cui interpretò il ruolo di Erhardt, un tirapiedi del dottor Christian Szell (Laurence Olivier).
Nel 1980 lavorò accanto a Terence Hill in Poliziotto superpiù, interpretando Tony Torpedo, e nel 1983 recitò con Bud Spencer nel film Cane e gatto, interpretando Salvatore Licuti. Nel 1991 diede alle stampe la propria autobiografia, intitolata Long Time No See: Confessions of a Hollywood Gangster. Il suo ultimo ruolo cinematografico risale al 2003 in Looney Tunes: Back in Action, in cui interpretò il vicepresidente dell'Acme Corporation.
Risposatosi nel 2003 con Alicia Trevino, morì due anni dopo, nel 2005, all'età di 95 anni, per insufficienza cardiaca.

## Filmografia parziale

### Cinema
- L'inferno verde (White Woman), regia di Stuart Walker (1933)
- Falsari alla sbarra (Counterfeit), regia di Erle C. Kenton (1936)
- San Quentin, regia di Lloyd Bacon (1937)
- Mezzanotte a Broadway (Charlie Chan on Broadway), regia di Eugene Forde (1937)
- Chi ha ucciso Gail Preston? (Who Killed Gail Preston?), regia di Leon Barsha (1938)
- Il vendicatore (I Am the Law), regia di Alexander Hall (1938)
- Il ragno nero (The Spider's Web), regia di James W. Horne, Ray Taylor (1938)
- Charlie Chan in Honolulu, regia di H. Bruce Humberstone (1938)
- La squadra volante (Homicide Bureau), regia di Charles C. Coleman (1939)
- Il sergente Madden (Sergeant Madden), regia di Josef von Sternberg (1939)
- La casa delle fanciulle (The Housekeeper's Daughter), regia di Hal Roach (1939)
- Strisce invisibili (Invisible Stripes), regia di Lloyd Bacon (1939)
- Il prigioniero (Johnny Apollo), regia di Henry Hathaway (1940)
- L'uomo che parlò troppo (The Man Who Talked Too Much), regia di Vincent Sherman (1940)
- La grande missione (Brigham Young), regia di Henry Hathaway (1940)
- Charlie Chan al museo delle cere (Charlie Chan at the Wax Museum), regia di Lynn Shores (1940)
- Fiori nella polvere (Blossoms in the Dust), regia di Mervyn LeRoy (1941)
- The Monster and the Girl, regia di Stuart Heisler (1941)
- Incontro a New York (The Man Who Lost Himself), regia di Edward Ludwig (1941)
- Il grande tormento (The Shepherd of the Hills), regia di Henry Hathaway (1941)
- L'inafferrabile spettro (Hold That Ghost), regia di Arthur Lubin (1941)
- Inferno nel deserto (Sundown), regia di Henry Hathaway (1941)
- Il fuorilegge (This Gun for Hire), regia di Frank Tuttle (1942)
- Alba fatale (The Ox-Bow Incident), regia di William A. Wellman (1943)
- Avventura in montagna (Hit the Ice), regia di Charles Lamont, Erle C. Kenton (1943)
- Il traditore dei mari (Tampico), regia di Lothar Mendes (1944)
- L'isola dell'arcobaleno (Rainbow Island), regia di Ralph Murphy (1944)
- Il pirata e la principessa (The Princess and the Pirate), regia di David Butler (1944)
- Lo sterminatore (Dillinger), regia di Max Nosseck (1945)
- Fiamme a San Francisco (Flame of Barbary Coast), regia di Joseph Kane (1945)
- Club Havana, regia di Edgar G. Ulmer (1945)
- Il virginiano (The Virginian), regia di Stuart Gilmore (1946)
- Maschere e pugnali (Cloak and Dagger), regia di Fritz Lang (1946)
- Il capitano di Castiglia (Captain from Castile), regia di Henry King (1947)
- Gli invincibili (Unconquered), regia di Cecil B. DeMille (1947)
- L'isola di corallo (Key Largo), regia di John Huston (1948)
- Le vie della città (I Walk Alone), regia di Byron Haskin (1948)
- Jigsaw, regia di Fletcher Markle (1949)
- Occhio per occhio (Calamity Jane and Sam Bass), regia di George Sherman (1949)
- La legge del silenzio (Black Hand), regia di Richard Thorpe (1950)
- Giungla d'asfalto (The Asphalt Jungle), regia di John Huston (1950)
- L'aquila del deserto (The Desert Hawk), regia di Frederick de Cordova (1950)
- Gianni e Pinotto nella legione straniera (Abbott and Costello in the Foreign Legion), regia di Charles Lamont (1950)
- L'avventuriera di Tangeri (My Favorite Spy), regia di Norman Z. McLeod (1951)
- Vacanze col gangster, regia di Dino Risi (1951)
- Fratelli d'Italia, regia di Fausto Saraceni (1952)
- La tratta delle bianche, regia di Luigi Comencini (1952)
- Tormento del passato, regia di Mario Bonnard (1952)
- I tre corsari, regia di Mario Soldati (1952)
- Jolanda, la figlia del Corsaro Nero, regia di Mario Soldati (1953)
- Il più comico spettacolo del mondo, regia di Mario Mattoli (1953)
- Noi peccatori, regia di Guido Brignone (1953)
- Ballata tragica, regia di Luigi Capuano (1954)
- Luna nova, regia di Luigi Capuano (1955)
- La catena dell'odio, regia di Piero Costa (1955)
- Elena di Troia (Helen of Troy), regia di Robert Wise (1956)
- Johnny Cool, messaggero di morte (Johnny Cool), regia di William Asher (1963)
- 2 mafiosi contro Al Capone, regia di Giorgio Simonelli (1966)
- Johnny Tiger, regia di Paul Wendkos (1966)
- El Cjorro (Savage Pampas), regia di Hugo Fregonese (1966)
- 7 monaci d'oro, regia di Moraldo Rossi (1966)
- Due killers in fuga (Du mou dans la gâchette), regia di Louis Grospierre (1967)
- Custer eroe del West (Custer of the West), regia di Robert Siodmak (1967)
- Eva la Venere selvaggia, regia di Roberto Mauri (1968)
- Krakatoa, est di Giava (Krakatoa: East of Java), regia di Bernard L. Kowalski (1968)
- Lettera al Kremlino (The Kremlin Letter), regia di John Huston (1970)
- Agente 007 - Una cascata di diamanti (Diamonds Are Forever), regia di Guy Hamilton (1971)
- Pigs, regia di Marc Lawrence (1973)
- Agente 007 - L'uomo dalla pistola d'oro (The Man with the Golden Gun), regia di Guy Hamilton (1974)
- Il maratoneta (Marathon Man), regia di John Schlesinger (1976)
- Gioco sleale (Foul Play), regia di Colin Higgins (1978)
- Roba che scotta (Hot Stuff), regia di Dom DeLuise (1979)
- Poliziotto superpiù, regia di Sergio Corbucci (1980)
- Cataclysm, regia di Phillip Marshak (1980)
- Cane e gatto, regia di Bruno Corbucci (1983)
- Legami di sangue (Blood Red), regia di Peter Masterson (1989)
- Gli strilloni (Newsies), regia di Kenny Ortega (1992)
- Four Rooms, regia di Allison Anders, Alexandre Rockwell, Robert Rodríguez e Quentin Tarantino (1995)
- Dal tramonto all'alba (From Dusk till Dawn), regia di Robert Rodríguez (1996)
- Giorni contati - End of Days (End of Days), regia di Peter Hyams (1999)
- The Shipping News - Ombre dal profondo (The Shipping News), regia di Lasse Hallström (2001)
- Looney Tunes: Back in Action, regia di Joe Dante (2003)

### Televisione
- Peter Gunn – serie TV, episodio 1x36 (1959)
- Johnny Staccato – serie TV, episodio 1x14 (1959)
- Tightrope – serie TV, episodio 1x08 (1959)
- I detectives (The Detectives) – serie TV, 4 episodi (1960-1962)
- Whispering Smith – serie TV, episodio 1x10 (1961)
- Sotto accusa (Arrest and Trial) – serie TV, episodio 1x26 (1964)
- Il killer, regia di Dino Bartolo Partesano – miniserie TV (1969)
- Bonanza – serie TV, episodio 11x25 (1970)
- Onora il padre (Honor Thy Father), regia di Paul Wendkos – film TV (1973)
- Hazzard (The Dukes of Hazzard) – serie TV, episodio 2x04 (1979)
- A-Team (The A-Team) – serie TV, episodio 4x20 (1984)
- Star Trek: The Next Generation – serie TV, episodio 3x09 (1989)
- Gotti (Gotti: The Rise and Fall of a Real Life Mafia Don), regia di Robert Harmon – film TV (1996)
- E.R. - Medici in prima linea (ER) – serie TV, episodio 4x19 (1998)
- Star Trek: Deep Space Nine – serie TV, episodio 7x15 (1999)

## Doppiatori italiani
Nelle versioni in italiano delle opere in cui ha recitato, Marc Lawrence è stato doppiato da:
- Emilio Cigoli in Fratelli d'Italia, Tormento del passato, I tre corsari, Jolanda, la figlia del Corsaro Nero, Il più comico spettacolo del mondo, Noi peccatori
- Bruno Persa in Fiori nella polvere, Giungla d'asfalto, Gianni e Pinotto nella legione straniera, Johnny Cool, messaggero di morte
- Giorgio Capecchi ne Il fuorilegge, La tratta delle bianche
- Nino Pavese ne Il capitano di Castiglia, L'isola di corallo
- Lauro Gazzolo ne L'aquila del deserto, Elena di Troia
- Valerio Ruggeri in CHiPs, Star Trek: Deep Space Nine
- Dante Biagioni in Four Rooms, Dal tramonto all'alba
- Giovanni Saccenti in Strisce invisibili
- Aldo Silvani ne La grande missione
- Gualtiero De Angelis ne L'inafferrabile spettro
- Stefano Sibaldi in Alba fatale
- Carlo Duse in Avventura in montagna
- Aldo Giuffré in 2 mafiosi contro Al Capone
- Michele Kalamera in Eva la Venere selvaggia
- Michele Gammino in Lettera al Kremlino
- Marcello Prando in Agente 007 - Una cascata di diamanti
- Sergio Fiorentini in Poliziotto superpiù
- Giuseppe Rinaldi in Cane e gatto
- Marcello Mandò ne Gli strilloni
- Ambrogio Colombo in Gotti
- Mario Milita in Looney Tunes: Back in Action